# 埃德溫·哈欽斯

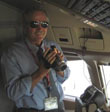
埃德溫·哈欽斯在飛機艙中

埃德溫·哈欽斯（英語：Edwin Hutchins，1948年—）是聖地牙哥加利福尼亞大學認知科學系教授和前系主任，他是著名的麥克阿瑟基金會的補助金接受者，也是分佈式認知的主要開發者之一。
哈欽斯是認知人類學家羅伊·安德拉德的學生，並一直大力地倡導在認知科學中使用人類學方法。
他被認為是現代民族科學之起源者，他早期的工作集中在語言，文化和思維方式之間的關係。在1975年和1976年，他和他的妻子唐娜（Donna）在巴布亞紐幾內亞特羅布里恩群島研究人民說話規則邏輯。
有段時間，他曾在海軍研究船員如何可以作為像是能夠減輕船隻導航認知負荷的分佈式機器。 
1995年，他發表了一篇名叫「野外認知」（Cognition in the Wild）的研究報告，是關於海軍艦艇（硫磺島級兩棲突擊艦）的分佈式認知過程詳細研究。
此研究如其他相關的分佈式認知作品，它批評了無實質的的認知觀點，並提出了一種替代方案，其考慮可能由多個媒介和物質世界組成的認知系統。
他的其他工作領域包括航空公司駕駛艙的研究、認知民族科學方法和工具的發展，以及人機互動。他在聖地牙哥加利福尼亞大學分散式認知和人機交互實驗室與詹姆斯·霍蘭合作直到2014年。他現在是聖地牙哥加利福尼亞大學認知科學系榮譽退休教授。

## 外部連結
- Hutchins's home page （页面存档备份，存于）